# I 2 soliti idioti
I 2 soliti idioti è un film commedia italiano del 2012 diretto da Enrico Lando, sequel del film I soliti idioti - Il film del 2011.

## Trama
Gianluca e Ruggero De Ceglie stanno scappando dai russi Serghey e Ivanov che tentano di ucciderli a colpi di arma da fuoco; involontariamente Gianluca uccide la madre di uno dei russi, che da subito giura vendetta mentre padre e figlio arrivano alla chiesa di San Sisto per il matrimonio di Gianluca con la fidanzata Fabiana.
Al termine della cerimonia però i due mafiosi russi irrompono nella cappella sparando a tutti gli invitati e agli sposi e sequestrando il padre di Fabiana, il professor Luigi Pelosi, per scoprire dove siano andati i due con i loro soldi. Dopo le nozze, Gianluca e Fabiana vanno ad abitare in un appartamento ma una notte Ruggero, diventato povero, cerca aiuto dal figlio che però lo caccia via. Ruggero va a dormire nel parco dove viene derubato dei vestiti da un barbone vestito da Babbo Natale. Tenta nuovamente di tornare da Gianluca che, impietosito, questa volta lo fa entrare a casa sua all'insaputa di sua moglie ma qui Ruggero fa venire ad abitare anche una prostituta, Perla Madonna, di cui è innamorato; nel tentativo di guadagnare soldi si veste da generale della guardia di finanza recandosi nel liceo dove il figlio insegna e portando gli studenti al vizio del gioco d'azzardo riuscendo così a derubarli, cosa che porta Gianluca a rompere il rapporto con il padre.
Gianluca viene investito da un'automobile e viene ricoverato in ospedale per un trauma cranico; Ruggero cerca di staccare la spina del suo respiratore per tentare di intascare i soldi dell'assicurazione, ma viene fermato. Dato che Gianluca ha perso la memoria, Ruggero ne approfitta creando per lui la falsa identità del capo di una banda dei teppisti. Nel tentativo di riprendersi la Jaguar sequestrata dalla polizia ne inganna una vera dicendogli che nella presunta automobile c'è una bomba da disinnescare.
Intanto Fabiana ha scoperto la badante in casa, dunque caccia via Ruggero e Perla da casa sua. Prima di andarsene Ruggero dà al figlio un biglietto e lo incarica di ritrovare una persona che lo potrebbe aiutare denominata "il Paraguru". Lo trova in una stazione di rifornimento e riceve dal suo maestro, come premio del suo impegno, una busta contenente la presunta salvezza dell'umanità "il Para-parcheggio", che consiste in una lunga striscia adesiva concatenata a formare un rettangolo che può creare dal nulla un posto auto. Gianluca gli spiega di aver superato la prova dell'eremita e che ha la soluzione in mano.
Nel frattempo il bambino tossicodipendente Gigetto fa visita al fedele amico Nicolò, il noto Mamma Esco, mentre alla casa a fianco li sente e osserva Luigi, tra l’altro zio materno di Nicolò. Durante la premiazione, Luigi spiega poi a Gianluca che non deve più vivere alle dipendenze di suo padre, e rimprovera Ruggero. Ruggero, pensando ai soldi, accetta di non occuparsi più di Gianluca, ma Luigi, avendo bevuto una droga creata da Nicolò e da Gigetto, sviene sul punto di firmare il libretto e viene creduto morto da Gianluca e Ruggero. Quest’ultimo tenta di falsificare la premiazione e incarica il figlio di mostrare al pubblico il corpo di Luigi mentre esso si occupa, tramite un tubo, di far dire a lui davanti al pubblico che la vittoria va a Gianluca ma arrivano in quel momento i due mafiosi. Mentre i presenti scappano Luigi si sveglia ma, nel tentativo di catturare padre e figlio, i due mafiosi russi lo uccidono con un colpo alla fronte. Dopo aver tentato la fuga, Gianluca ingaggia un duello contro uno di loro ma riceve un pugno sul naso con il quale ritrova la memoria e informa il padre che ci sono dei soldi nella Jaguar e che lui aveva sempre tentato di dirglielo e che ogni volta veniva zittito e così Ruggero segue il figlio fino alla macchina. In quel momento arriva la polizia che arresta i due criminali, mentre padre e figlio scoprono che Perla li ha traditi ed è fuggita coi soldi e la Jaguar.
Ruggero insegue Gianluca per la strada tentando di ucciderlo, ed entrambi vengono nuovamente arrestati. Usciti di galera, vengono chiamati a girare uno spot dell'impero dei würstel, comprato e gestito da Perla.

## Distribuzione
Il film viene distribuito nelle sale cinematografiche il 20 dicembre 2012.

## Accoglienza

### Incassi
Il film ha incassato 8.764.724 euro al botteghino.

## Sequel
Nel settembre 2023 sono iniziate le riprese del terzo film, I soliti idioti 3 - Il ritorno, il 15 dicembre è stato pubblicato online il poster del film e il 25 dicembre è stato pubblicato il trailer su YouTube, il film è uscito nelle sale cinematografiche italiane il 25 gennaio 2024.